# Ewangeliarz jurjewski

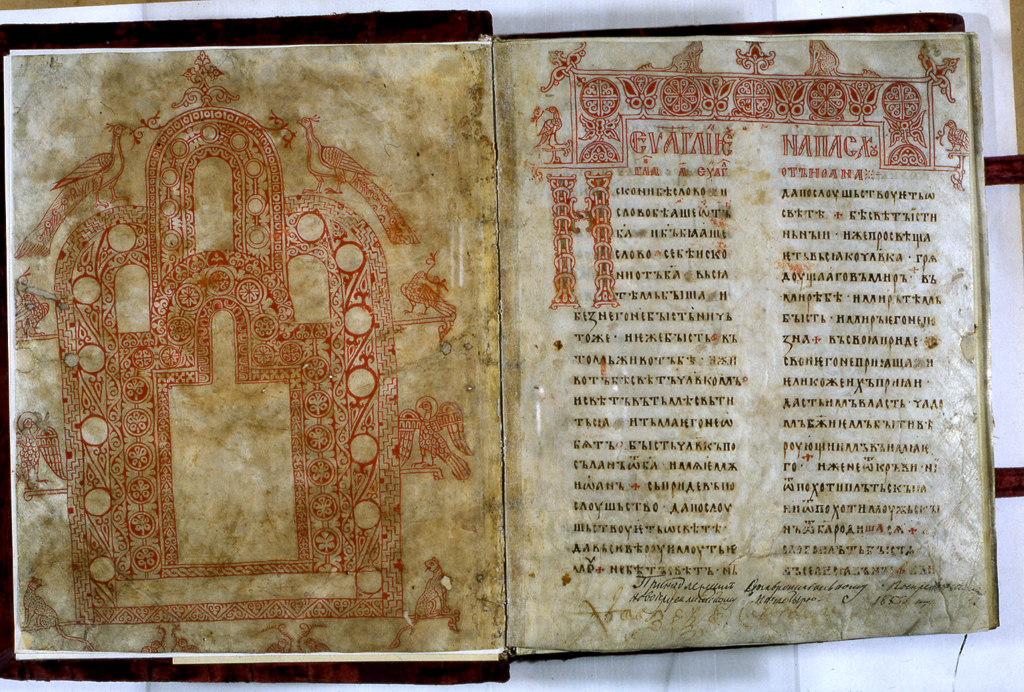
Ewangeliarz jurjewski

Ewangeliarz jurjewski – XII-wieczny manuskrypt staro-cerkiewno-słowiański, zawierający wybór czytań ewangelicznych na niedziele i święta. Przechowywany jest w Państwowym Muzeum Historycznym w Moskwie.
Księga pochodzi z około 1120 roku. Zgodnie z informacją zamieszczoną na ostatniej karcie, została wykonana przez pisarza imieniem Teodor na zamówienie ihumena Kiriaka z monasteru św. Jerzego w Nowogrodzie. W warstwie językowej brak jednak cech północnoruskich, co pozwala przypuszczać, że skryba pochodził z południa Rusi lub że Ewangeliarz stanowi odpis wcześniejszego południoworuskiego tekstu. Pierwszy opis Ewangeliarza opublikował archimandryta Amfilochiusz (Описание Юрьевского Евангелия 1118-1128 г. Воскресенской Ново-Иерусалимской библиотеки с приложением, 1877). Warstwę językową manuskryptu badali m.in. Aleksiej Szachmatow (Beitrage zur russischen Grammatik, Arch. Slav. Phil., 7, s. 75) i Aleksiej Sobolewski (Лекции по истории русского языка, Киев 1888, s. 12-3).
Na manuskrypt składa się 231 pergaminowych kart, oprawa została wykonana z drewna, srebra i aksamitu. Księga charakteryzuje się oryginalną ornamentyką, inicjały zdobione są plecionką z przedstawieniami zwierząt, ptaków i postaci ludzkich.